# Ефимово (Ярославская область)
В Переславском районе Ярославской области есть две деревнм со схожими названиями Ефимьево.
Ефимово — деревня Николо-Эдомского сельского округа Артемьевского сельского поселения Тутаевского района Ярославской области .
Ефимово стоит на незначительном удалении от правого, северо-восточного берега реки Эдома, выше впадения в неё реки Малая Эдома. На расстоянии около 1 км к северо-западу, ниже по течению, стоит село Николо-Эдома и сразу за ним стоит деревня Сельцо. Через Николо-Эдому можно попасть в деревню Столбищи, наиболее крупную деревню в окрестностях с развитой инфраструктурой, центр крупного сельскозяйственного предприятия. В противоположном юго-восточном направлении, на том же берегу, на расстоянии около 1 км к стоит деревня Лукинское, дорога через неё на юго-запад ведёт к селу Ваулово. К востоку от Ефимово и к юго-западу, за рекой Эдомой находятся обширные лесные массивы .
Деревня Ефимова указана на плане Генерального межевания Борисоглебского уезда 1792 года. В 1825 Борисоглебский уезд был объединён с Романовским уездом. По сведениям 1859 года деревня относилась к Романово-Борисоглебскому уезду .
На 1 января 2007 года в деревне Ефимово числился 1 постоянный житель . По карте 1975 г. в деревне жило 6 человек. Почтовое отделение, находящееся в деревне Столбищи, обслуживает в деревне Ефимово 7 домов .